# Metropolis 2000
Metropolis 2000 (Originaltitel: I nuovi barbari) ist ein italienischer Endzeitfilm von Enzo G. Castellari aus dem Jahr 1983, der sehr stark von Mad Max beeinflusst ist.

## Handlung
Nach einer Atomkatastrophe ist die Erde 2019 wüst und leer. Die Gang „Templars“ unter ihrem unbarmherzigen Herrscher One und seinem Berater Shadow plündert die restlichen Ressourcen und tötet die restlichen Überlebenden. Doch Scorpion stellt sich ihnen entgegen. Er befreit Alma aus ihren Fängen und entkommt seinen Häschern  mit Hilfe des mit einem Hightech-Bogen bewaffneten Nadir. Er bringt die Frau in das nahe gelegene friedliche Wüstendorf unter Leitung von Father Moses, eine christliche Gemeinschaft, die sich vor den Templars versteckt hält.
Scorpion macht sich weiter auf den Weg, doch gerät in die Fänge der Templars. Gerade als ihn One foltert und vergewaltigt, finden seine Spione das Dorf und die Templars beeilen sich, das Dorf zu überfallen. Sie lassen Scorpion zurück, der anschließend getötet werden soll. Doch Nadir befreit ihn. Zusammen mit einem jungen Mechaniker stellen sich Nadir und Scorpion den Templars entgegen. In einer alles entscheidenden Schlacht befreien sie die Dorfbewohner und töten die Templars.

## Hintergrund
Der Film entstand 1982 in Italien und ist ganz offensichtlich an den Film Mad Max angelehnt, da auch hier futuristische Autos bedient werden.
In Deutschland erschien der Film am 10. Juni 1983 im Kino und später auf VHS. Am 10. April 1984 wurde der Film von der Bundesprüfstelle für jugendgefährdende Schriften indiziert. Am 31. März 2009 wurde er wieder freigegeben. Der Film war bis zu den Neuveröffentlichungen ab circa 2007 in zwei Szenen geschnitten. So fehlte eine Enthauptungsszene sowie ein Dialog. Im Rahmen der Fernsehreihe SchleFaZ von Oliver Kalkofe und Peter Rütten wurde der Film am 2. September 2016 auf Tele 5 in dieser geschnittenen Fassung ausgestrahlt.

## Kritiken
Der Film gilt als ein Klassiker des italienischen Trashfilms. Dementsprechend wurde er von der Filmkritik stark kritisiert. Schwächen des Films zeigen sich vor allem im Drehbuch, bei den gering budgetierten Spezialeffekten und auch bei den Schauspielleistungen. Er gilt in Horrorfilmkreisen als Kultfilm. Haiko Herden von Haikos Filmlexikon bezeichnete den Film „[a]lles in allem höchst unterhaltsam und für Endzeit-Actionfreaks ein absolutes Muß.“